# Nasser bin Sa'ud Al Sa'ud
Nāṣer bin Saʿūd Āl Saʿūd (in arabo ناصر بن سعود بن عبد العزيز آل سعود‎?; 1954 – Ta'if, 1975) è stato un principe e militare saudita, membro della famiglia reale Āl Saʿūd.

## Biografia
Il principe Nasser è nato nel 1954 ed era il trentesimo figlio di re Sa'ud. Ha frequentato inizialmente la scuola dei principi nella capitale e si è diplomato nel 1971. L'anno successivo ha conseguito una laurea presso la facoltà di aviazione di San Antonio, in Texas. Tornato in patria ha frequentato un breve corso di formazione presso l'Accademia di aviazione Re Faysal. Nei primi mesi del 1973 è entrato in servizio nella base aerea Re Abd al-Aziz di Dhahran per poi essere trasferito nella base aerea di Ta'if, con il ruolo di addestratore. Qui è deceduto nel 1975 in un incidente.